# Yoshihito Fujita
Yoshihito Fujita (jap. 藤田 祥史 Fujita Yoshihito; ur. 13 kwietnia 1983) – japoński piłkarz występujący na pozycji napastnika. Obecnie występuje w Shonan Bellmare.

## Kariera klubowa
Od 2006 roku występował w klubach Sagan Tosu, Omiya Ardija, Yokohama FC, JEF United Chiba, Yokohama F. Marinos i Shonan Bellmare.